# Truyện Chân tướng quân

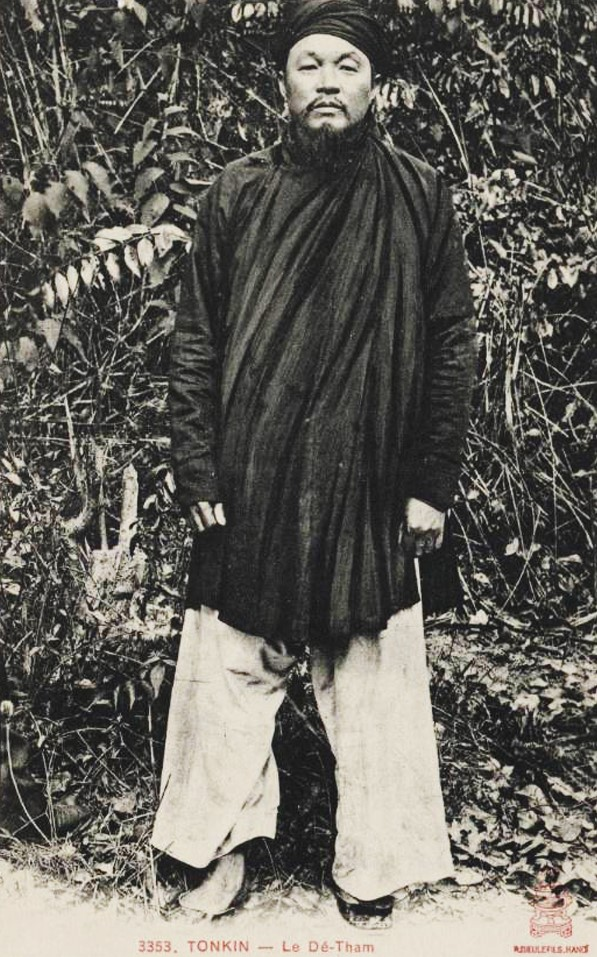
Chân tướng quân (Hoàng Hoa Thám)

Truyện Chân tướng quân, tên đầy đủ là Chân tướng quân liệt truyện (Liệt truyện vị tướng quân chân chính) là một trong số những tác phẩm văn học tiêu biểu của Phan Bội Châu.

## Giới thiệu
Truyện Chân tướng quân được viết bằng chữ Hán trong khoảng thời gian Phan Bội Châu hoạt động ở Trung Quốc, sau khi bị Nhật Bản trục xuất vào tháng 3 năm 1909.
Sáng tác này viết về Hoàng Hoa Thám, và đã được tờ Binh sự tạp chí (Trung Quốc) đăng liên tiếp trên ba số báo: 41 – 43, từ tháng 9 – đến tháng 11 năm 1917.

### Nguyên nhân ra đời
Ở phần đầu truyện Chân tướng quân, Phan Bội Châu nêu lý do:
Than ôi! Tội ác của kẻ thù thì ngút trời, thế lực kẻ thù thì gắp trăm ngàn lần, thế mà ông Hoàng (Hoàng Hoa Thám) một mình đã chống chọi được với chúng gần ba chục năm trời.Ông đã tập hợp và rèn luyện những con người tầm thường trở thành một đội ngũ mạnh mẽ và ông đã đường đường là một vị tướng quân tiếng tăm lừng lẫy. Ông thực xứng đáng là chân quốc nhân. Xứng đáng là chân tướng quân! Vì vậy tôi mới viết truyện Chân tướng quân này.
Cuối truyện, tác giả nhắc lại lần nữa:
Nhắc đến chuyện tướng quân, không ai là không tiếc thương bậc anh hùng không gặp thời...Tuy vậy, nước tôi còn có được một người như tướng quân cũng là may lắm. Nhân đó mà tôi viết truyện này.

### Lược truyện
Nhân vật chính trong truyện Chân tướng quân là Hoàng Hoa Thám, là người lãnh đạo cuộc Khởi nghĩa Yên Thế (Bắc Giang) chống Pháp (1885–1913).
Đầu truyện, Phan Bội Châu cho biết ông đã tìm đến chiến khu Yên Thế, nhưng vì ông Hoàng bệnh, nên không gặp được. Dù vậy, xuyên qua lời kể của một cụ già địa phương, tác giả cũng đã làm cho nhân vật chính rõ nét dần. Đó là hình ảnh một đứa trẻ mục đồng sống trong cảnh nghèo khổ, côi cút, chăn trâu, ở đợ mà vẫn rất hồn nhiên, phóng khoáng và được nhiều bạn bè cảm phục...
Tiếp theo, là phần dài nhất truyện, Phan Bội Châu mô tả lại những bước thăng trầm của cuộc khởi nghĩa Yên Thế, như các sách sử đã ghi. Tuy nhiên, mặc dù có những phân hóa trong hàng ngũ của nghĩa quân sau những thất bại quân sự; và sự mua chuộc, dụ dỗ của đối phương,...song trước sau ông Hoàng vẫn kiên trì giương cao ngọn cờ kháng thực dân Pháp.
Cuối truyện, Phan Bội Châu mới để cho nhân vật chính hiện diện, thông qua cuộc tiếp xúc với chính ông. Đến đây, một hình tượng ông Hoàng lý tưởng (sản phẩm của trí tưởng tượng dân gian) đã dần hòa quyện trong một Hoàng Hoa Thám hiện thực. Kết thúc truyện, tác giả không để cho ông Hoàng thất bại mà về ẩn ở đâu đó, như một con mãnh hổ nghỉ ngơi, theo truyền thuyết của dân gian.

### Nhận xét
Theo Từ điển Văn học (bộ mới), thì truyện Chân tướng quân, một lãnh tụ xuất thân từ nông dân, được kể theo một trình tự khá độc đáo. Qua sự sắp xếp khéo léo của tác giả, nhân vật chính từ từ hiện ra "với tư thế của một vị lão tướng kiệt xuất, mưu trí, anh dũng và rất mực kiên quyết song lại cũng có tấm lòng khoan dung, nhân ái, biết phán đoán và làm chủ tình thế..."
Ngoài ra ở truyện, còn bộc lộ quan điểm của người viết trong cách đáng giá người anh hùng, và cũng đã chứng tỏ tài năng nghệ thuật của Phan Bội Châu trong việc khắc họa tính cách nhân vật..."Với thủ pháp hồi ức, tưởng tượng xen lẫn với đặc tả, có thể xem đây là một tác phẩm thành công trong khối lượng đồ sộ hơn năm chục truyện viết về người thật - việc thật của nhà chí sĩ cách mạng Phan Bội Châu."

## Trích tác phẩm
...Tôi hỏi thăm cụ về chuyện gia đình của tướng quân. Cụ đưa tay chỉ dãy núi trước mặt bảo tôi: Đấy là chỗ ở cũ của Quan Lớn.
Quan lớn người mới sinh ra đã mất cha, không biết cha là ai. Mẹ thì nghèo khổ, lưu lạc tới nơi đây, nương tựa vào nhà họ Hoàng. Vì Quan lớn làm con nuôi họ Hoàng, do đó lấy họ Hoàng. Sáu tuổi mẹ chết, cha nuôi cũng chết, bơ vơ côi cút, đi ở chăn trâu, nhà nghèo không có khả năng đi học. Than ôi! Một vị chân tướng quân mà không biết được một chữ quèn!
Tôi nghe cụ kể tới đây lòng bỗng xót xa. Than ôi! Dòng dõi cao quý phỏng có thiếu gì. Ông này là bậc danh nho đương thời, kẻ kia là bậc trâm anh thế phiệt. Song ngày nay, không biết bao nhiêu kẻ đã lúc nhúc quỳ lạy trước quân giặc, xưng hô quân giặc là Trời, là Hoàng đế. Mà một vị tướng quân oanh liệt hiên ngang chống lại quân giặc trong mấy mươi năm nổi tiếng Anh hùng, lại là con nhà nghèo khổ côi cút! Họ tự khoác lác khoe khoang là dòng dõi quyền quý, là tầng lớp học thức, họ có biết trong thế gian này còn có chuyện đáng hổ thẹn không?...
...Khi tướng quân tuổi đã mười lăm thì vứt bỏ roi trâu, cởi áo tơi đến đầu quân ở một vị thống lĩnh nọ làm lính trơn. Rồi khi gặp địch, thì xông lên trước chém được nhiều giặc. Chưa đầy nửa năm đã thăng lên chức đầu mục. Một năm sau được thăng chức bang tá, có thể tự chỉ huy được một cánh quân...Chủ soái rất yêu tài năng của tướng quân phong làm chức đề đốc. Khi ấy danh tiếng của ông đã vang dậy.
(Rồi vì) chưa biết phép dùng binh của phương Tây. Khí giới súng đạn đều cũ kỹ tồi tệ... Hơn nữa, các kho quân dụng để dành đã bị quân địch cướp sạch. Nghĩa quân ở các đạo phải đánh giặc bằng tay không... Bấy giờ quân giặc muốn dụ tướng quân đầu hàng... Tướng quân vẫn cương quyết trả lời: Bậc đại trượng phu thà chịu chết chứ không chịu nhục. Đầu tôi chưa rụng thì sao tôi lại chịu cúi để theo giặc. Tôi thề chết không đầu hàng. Ai còn dám nói đầu hàng, sẽ bị chém!"...

## Thơ liên quan
Ngoài tác phẩm trên, Phan Bội Châu còn khóc cho lãnh tụ Hoàng Hoa Thám bằng một bài thơ:
| Khốc Chân Tướng Quân Dị chủng sài lang mãn địa tinh Độc tương chích thủ dữ cừu tranh. Trấp niên thương kiếm sơn hà khí, Bách chiến phong vân phụ tử binh. Quốc thế dĩ trầm, quân thượng phấn, Tướng đầu vị đoạn tặc do kinh. Anh hùng bản sắc chung năng hiện, Vạn lý thời văn hổ khiếu thanh. | Khóc Chân Tướng Quân Sói lang giống khác tanh lợm đất, Đấu với quân thù: cánh tay đơn. Gươm mấy chục năm, hồn sông núi, Gió mấy trăm trận, lính cha con. Nước dù chìm đắm, lòng chẳng nhụt, Đầu vẫn chưa rơi, giặc kinh hồn. Đến chót mới hay người hào kiệt, Thẳm xa tiếng hổ vọng nước non. (Kiều Văn dịch thơ) |